# Kristni saga
Die Kristni saga ist eine Isländersaga, die den Prozess der Christianisierung Islands in den Jahren nach 981 erzählt.
Die Christianisierung ging vor allem auf den Druck des norwegischen Königs Olav Tryggvason zurück, der von 995 bis 1000 regierte. Im Jahre 1000 beschloss der isländische Thing die Einführung des Christentums, allerdings ohne nicht-christliche Traditionen ganz zu bannen. Kindesaussetzung und heimlich vonstattengehende alte Opferbräuche blieben weiterhin ohne Strafe.
Die Christianisierung Islands ist auch Thema der zu den Íslendinga sögur gehörenden Njáls saga.